# Amásia júdai király
Amásia, más írásmóddal Amaziás, Amacjahu (héberül: אֲמַצְיָהוּ / ʼĂmaṣyāhû ['erős az Úr'], görögül: αμασιας, latinul: Amasias), (Kr. e. 822 k. – Kr. e. 768) Júda királya Kr. e. 797-től Kr. e. 768-ig.
Jóás király fiaként született. Édesapja merénylet áldozata lett: trónra lépte után gyilkosait Amásia megbüntette, de fiaikat megkímélte. Hadseregét Izraelből toborzott zsoldosokkal bővítette, de egy próféta utasítására utóbb elbocsátotta őket, ami ellentétekhez vezetett az északi királysággal. Edom ellen sikeres hadat viselt, s ettől elbizakodva  háborút provokált Jóás izraeli  királlyal. Ez szégyenletes vereséggel végződött Amásia számára, ellenfele lerombolta Jeruzsálem falát, elhurcolta a Templom kincseit, és túszokat vitt magával. Elégedetlen főemberei összeesküvést szőttek Amásia ellen, és Lákisban megölték, de lehet, hogy csak hivatalából mozdították el, és mintegy 20 évig fia Uzziás volt helyette a régens.